# Ariane Grimm
Pour les articles homonymes, voir Grimm.
Ariane Grimm — nom de plume d'Annick Martigny — est une diariste française née le 8 mai 1967 à Suresnes, et morte le 11 août 1985 à Roses. Elle est connue pour la précocité, la constance et l'ampleur de sa production autobiographique,,.
Avant de savoir écrire, elle dictait à son entourage des lettres et des compte-rendus de ses journées. À partir de 7 ans, lorsqu’elle a commencé à écrire, elle a raconté son quotidien, d’abord sur des carnets et des feuilles volantes, puis dans des journaux qu’elle a tenus à partir de 10 ans, et jusqu’à sa mort en 1985 dans un accident de moto.
Son œuvre autobiographique se compose notamment de dix-sept cahiers dits «cahiers de mémoires», mais aussi de récits de fiction, de bandes dessinées, ainsi que de lettres à sa mère. L’ensemble, représentant 15 cartons d’archivage et un carton à dessin, fait partie depuis mars 2012 du fonds de l'Association pour l'autobiographie et le patrimoine autobiographique, où il est consultable par les chercheurs sous la cote APA 3239. Parallèlement à ses journaux, Ariane Grimm a produit toutes sortes de fictions, des séries, des bandes dessinées où elle met notamment en scène son double, Limine, ainsi que des photomontages, des enregistrements audio et vidéo, des cahiers de chansons, de poésies et un nombre considérable de dessins.
Cette œuvre se distingue par son ampleur (5 mètres linéaires) et par le fait que l’intégralité de ce qu’Ariane Grimm a produit de 7 à 18 ans a été soigneusement classé et catalogué par elle-même, puis conservé par sa mère, l'actrice Gisèle Grimm,.

## Sur Ariane Grimm
- La Compagnie des Infortunes a joué sur scène une pièce intitulée «Banana, journal d’une demoiselle», mise en scène par Charly Marty et Pierre Kuentz. Cette pièce est basée sur le quatorzième cahier de mémoires d’Ariane Grimm, «Banana», et a été présentée à l’occasion du Festival de l'Écriture de Soi qui s’est tenu à Ambérieu-en-Bugey  du 7 au 10 novembre 2012[7].
- Le film documentaire de Roland Allard, Bonjour petit Copper (Morgane Production, 26 min)[8],[9], retrace la vie d’Ariane Grimm à travers une évocation de ses journaux intimes. Il a été diffusé par La Sept-ARTE en juin 1998 dans le cadre de la soirée Théma «Journal intime, strictement personnel»[10],[11].
- Le Musée des arts décoratifs de Paris a présenté des extraits de son œuvre dans le cadre de l’exposition «L’intime, de la chambre aux réseaux sociaux», du 15 octobre 2024 au 30 mars 2025[4].

## Divers
- L'écrivaine Annie Ernaux, Prix Nobel de littérature 2022, parle à propos des écrits d’Ariane Grimm d'«un texte bouleversant de vérité, d’âpreté à vivre, de douleur […] écrit au plus près de la vie et sans tricher» et remarque que «certains passage sont, littérairement, magnifiques dans leur concision», ajoutant qu'elle a «dialogué avec elle tout au long de [s]a lecture»[12].
- Ariane Grimm a fait de la figuration dans le film La Boum 2 (on peut la voir sur le perron de l'église dans la scène du mariage)[13]. Elle a, à cette occasion, rencontré Sophie Marceau[14] dont elle parlait beaucoup dans son journal au moment de la sortie du premier film.